# Löfvenskjöld

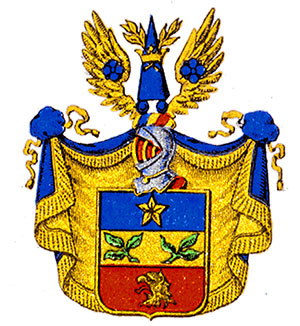
Wappen der Freiherren von Löfvenskiöld

Löfvenskjöld oder Löfvenskiöld war eine schwedische Adelsfamilie, von der ein Zweig in den Rang eines Barons erhoben wurde. Die Adelsfamilie ist seit 1892 im männlichen Stamm ausgestorben. Die Familie ist auch als Löwenskiöld und Löfvingsson bekannt.

## Geschichte
Der früheste dokumentierte Vorfahre der Familie war Anders Simonsson (–1588), der Bürgermeister von Västerås, Schweden, war. Er war der Bruder des Parlamentariers und Bürgermeisters Erik Simonsson.
Simon Andersson (1588–1637) wird als der Sohn von Anders Simonsson und als der zweitälteste Stammvater der Löfvenskiöld-Familie angesehen. Laut dem Schwedischen Reichsarchiv wurde während des frühen 17. Jahrhunderts gesagt, dass Simons Mutter die Schwester des Vogts Anders Nilsson von Schloss Gripsholm war, der von Herzog Karl nobilitiert wurde.
Simon Andersson war zunächst in Småland aktiv und wurde später am Königshof von Schweden beschäftigt. Schließlich wurde er Kammerherr und danach Landrechnungsführer in Östergötland. Seine Frau war Elin Eriksdotter Walleria, die Tochter des Geistlichen Ericus Haquini Wallerius in Högby auf der Insel Öland. Ihre Kinder nahmen den Namen Löfgren an (andere Schreibweisen sind ebenfalls zu finden). Ihr ältester Sohn, Ericus Simoni, wurde Dekan. Ein weiterer Sohn war Simon Simonsson Löfgréen, der eine Tochter hatte, die Jacob Boëthius heiratete. Die Kinder von Jacob Boëthius und seiner Frau nahmen ebenfalls den Namen Löfgren an. Das Paar hatte zwei Söhne, Eric Löfgreen, der Domdekan wurde, und Carl Löfgréen, der Bürgermeister und Bezirksrichter wurde.
Der zweite Sohn von Simon Andersson, Petrus Simonius Löfgren (1627–1691), war ein Dozent in Linköping und wurde später Dekan. Er war mit Apollonia Danckwardt verheiratet, der Schwester der beiden Personen aus der Familie, die mit dem Namen nobilitiert wurden.
Ihr dritter Sohn, Anders Löfgren, war als regionaler Kammerherr tätig und war mit einer Frau aus der Familie Scheibe verheiratet, obwohl sie nicht von adliger Abstammung war. Sie hatten einen Sohn namens Henrik Anders, der Diplomat wurde und 1743 mit dem Namen Löwenskjöld nobilitiert wurde. Die Adelsfamilie wurde unter der Nummer 1892 im Schwedischen Adelshaus (schwedische: Riddarhuset) eingeführt. Henrik Anders Löwenskjöld und seine Frau Ulrica Wong hatten mehrere Kinder, aber die Linie erlosch 1767 mit dem Tod ihres jüngsten Sohnes, Henric Adolph Löwenskjöld.
Der nobilitierte Henrik Löwenskjöld hatte zwei Cousins, Alexander und Samuel Löfgren, die beide nobilitiert wurden und 1756 den Namen Löfvenskjöld annahmen. Ihr Vater Gabriel Löfgren, war Bürgermeister von Helsingborg und Bezirksrichter. Er war mit Sara Westersköld verheiratet, deren Mutter zur Familie Petré gehörte. Alexander Löfgren, später bekannt als Löfvenskjöld, war als Regionalsekretär in der Provinz Skaraborg und als Bezirksrichter tätig. Er war mit der Adligen Elisabeth Linnerhielm verheiratet, und sie hatten nur ein Kind, einen Sohn namens Olof Gabriel, der Postmeister war und unverheiratet verstarb. Samuel Löfgren, später bekannt als Löwenskjöld, hatte die Position eines Admiralskommissars inne und besaß die Eisenhütte Nissafors sowie mehrere Herrenhäuser, darunter Nissafors und Snälleröd, die zu entailed estates wurden. Seine Frau war eine Baronin namens Raab.
Das spätere Paar hatte mehrere Söhne. Der älteste Sohn, Salomon Löfvenskjöld, wurde 1810 gemäß der Schwedische Verfassung von 1809 in den Rang eines Barons erhoben. Er war der Vater von Anders Löfvenskjöld, der später von Sven Styf als Löfving Svensson Styf adoptiert wurde. Salomon Löfvenskjöld verstarb ohne legitime Nachkommen. Er gründete eine Stiftung für die Familien Löfvenskjöld, Coijet und Leijonhufvud. Carl Fredrik Löfvenskjöld, der Bruder von Solomon Anders Löfvenskjöld, war mit der Baronin Åkerhielm af Blombacka verheiratet, deren einziger leiblicher Sohn der Architekt Charles Emil Löfvenskiöld war. Der jüngste Sohn aus einer früheren Beziehung, Salomon Fredrik Löfvenskjöld, beendete die patrilineale Familienlinie im Jahr 1892.

## In der Populärkultur
Der Familienname ist auch durch die Löwensköld-Trilogie von Selma Lagerlöf bekannt. Ursprünglich nannte sie ihren auf Deutsch als Der Ring des Generals erschienenen Roman Löwenborgska ringen, aber die Korrektoren änderten den Familiennamen, und er wurde als Löwensköldska ringen bekannt. Dies basiert auf der Löfvenskiöld-Familie.